# Rivière Laviolette Est
Rivière Laviolette Est är ett vattendrag i Kanada.   Det ligger i provinsen Québec, i den sydöstra delen av landet, 210 km nordost om huvudstaden Ottawa. Rivière Laviolette Est ligger vid sjön Lac Dépôt.
I omgivningarna runt Rivière Laviolette Est växer i huvudsak blandskog. Trakten runt Rivière Laviolette Est är nära nog obefolkad, med mindre än två invånare per kvadratkilometer.